# Wärst Du lieber tot?
Wärst du lieber tot?  ist ein deutscher Dokumentarfilm von Christina Seeland aus dem Jahr 2010. Er zeigt das Leben von sechs Menschen mit einer Schwerstbehinderung sowie deren Angehörige, Freunde und Pflegepersonal.

## Handlung
Seeland zeigt das Leben der sechs Menschen und beschreibt, wie sie mit ihrem Schicksal umgehen. Das Paar Jan und Susanne sowie Rosi benötigen zur Fortbewegung einen Rollstuhl, ebenso Corinna, die vor drei Jahren einen Hirnschlag erlitten hat. Thomas ist bettlägerig, nachdem er an Multipler Sklerose erkrankt ist. Der sechste Protagonist, Stephan, wurde vor zehn Jahren bei einem Autounfall schwer verletzt und befindet sich seitdem in einer Welt zwischen Koma und Bewusstsein. Sie alle leben in der Einrichtung Behindertenhilfe Hamburg.

## Produktion und Hintergrund
Der Film wurde von der Fortune Cookie Filmproduktion im Auftrag des ZDF mit Unterstützung der Hamburgischen Kulturstiftung in Hamburg und Umgebung gedreht. Auslöser für den Film war die inzwischen 15-jährige Arbeit von Seeland im Pflegebereich. Dort wurde sie mit Kommentaren wie „50 Prozent der in Heimeinrichtungen lebenden, behinderten Menschen wären bestimmt lieber tot.“ konfrontiert. Um dieser Aussage auf den Grund zu gehen, begleitete sie die sechs Protagonisten ihres Films. Ihr wurde klar, „wie vielfältig, interessant und wertvoll für jeden Einzelnen das Leben ist“.

## Auszeichnungen
Seeland erhielt für ihren Film 2011 den Deutschen Fernsehpreis für die beste Dokumentation.

## Kritik
„Entstanden ist ein schonungslos offenes, liebenswert humorvolles Bild schwerkranker Menschen, das nicht beschönigt, sondern Schönheit sichtbar macht.“

„Lieber tot als behindert? Berührend ehrlich stellen sich schwerkranke Menschen der Titelfrage des Filmes. Christina Seeland begleitet in ihrem Debütfilm sechs Schwerstbehinderte.“

„Sensibel, warmherzig und humorvoll“

## Veröffentlichung
Der Film wurde am 9. Oktober 2010 erstmals auf dem Filmfest Hamburg gezeigt. Die Erstausstrahlung im Deutschen Fernsehen fand am 15. November 2011 im ZDF statt. Weitere Vorführungen fanden auf dem Kasseler Dokumentarfilm- und Videofest 2010 sowie dem Ojai Film Festival in Kalifornien statt. Anfang März 2014 zeigt das Kleisthaus in Berlin den Film mit einer Audiodeskription.